# Аура Солтана
Аура Солтана (англ. Aura Soltana) — девушка из Тартарии, бывшая при дворе королевы Елизаветы I. Она прибыла из Русского царства в Англию, предположительно в качестве рабыни.

## Биография
Английский дипломат и путешественник Энтони Дженкинсон привёз молодую женщину или ребенка из России в Англию, после чего она оказалась у двора королевы Елизаветы I. По приезде в Англию, к её имени прибавили добавление Ипполита.
В сентябре 1559 года Дженкинсон написал письмо в Москву своему коллеге-торговцу, в котором поблагодарил его за «мою девку Ауру Солтану». Ричард Хаклюйт описывал эту женщину как «молодую тартарку, которую он впоследствии отдал королеве».
13 июля 1561 года королева Елизавета проводит церемонию крещения Ауры Солтаны, становясь её крёстной матерью, и в знак этого дарит ей золотую цепочку, табличку и медальон.
Последним упоминанием об Ипполите при дворе был приказ кожевнику Адаму Бланду предоставить кроличий мех для её дамасского плаща в 1569 году.